# Cochliogonus claviger
Cochliogonus claviger är en mångfotingart som först beskrevs av Karl Wilhelm Verhoeff 1943.  Cochliogonus claviger ingår i släktet Cochliogonus och familjen Spirostreptidae. Inga underarter finns listade i Catalogue of Life.